# Compus de tesseract și 16-celule
În geometria cvadridimensională compusul de tesseract și 16-celule este un compus politopic format dintr-un tesseract regulat și dualul său, 16-celule regulat. Anvelopa sa convexă este un 24-celule regulat, care este autodual.
Un compus politopic este o figură care este compusă din mai multe politopuri care au un centru comun. Vârfurile exterioare ale unui compus pot fi conectate pentru a forma un politop convex numit anvelopă convexă. Compusul este o fațetare a anvelopei convexe. În compușii 4-politopici construiți din perechi duale, celulele și vârfurile își schimbă pozițiile între ele, iar fețele și laturile își schimbă și ele pozițiile între ele. Din acest motiv, numărul de celule și vârfuri sunt egale, la fel și numerele de fețe și laturi. Laturile tesseractului se intersectează în mijlocul fețelor componentei 16-celule și invers.
Compusul de tesseract și 16-celule poate fi văzut ca analogul cvadridimensional al unui compus de cub și octaedru.
Este unul dintre cele patru politopuri compuse care sunt obținute prin combinarea unui 4-politop convex regulat cu dualul său; celelalte trei fiind compusul de două 5-celule, compusul de două 24-celule și compusul de 120-celule și 600-celule.

## Construcție

### Coordonate carteziene
Cele 24 de coordonate carteziene ale vârfurilor compusului sunt:
8: (±2, 0, 0, 0), ( 0, ±2, 0, 0), ( 0, 0, ±2, 0), ( 0, 0, 0, ±2)
16: ( ±1, ±1, ±1, ±1)
Acestea sunt primele două seturi de vârfuri ale stelării unui 16-celule.

### Fațetarea 24-celule
Anvelopa convexă al compusului de tesseract și 16-celule este un 24-celule regulat. Acest lucru face din compus o fațetare a 24-celule.
24-celule este un 16-celule rectificat și, de asemenea, anvelopa convexă a unui compus de trei 16-celule. Tesseractul este anvelopa convexă al unui compus de două 16-celule. Astfel, compusul de tesseract și 16-celule este o formă cu simetrie inferioară a celei a 24-celule, care este întregul pachet (grupul de simetrie F4).
Intersecția dintre tesseract și 16-celule ale compusului este un tesseract bitrunchiat uniform   =  ∩ .
| Elemente  | Elemente  | Compus                 | Anvelopă convexă | Intersecție           |
| --------- | --------- | ---------------------- | ---------------- | --------------------- |
| Tesseract | 16-celule | Tesseract și 16-celule | 24-celule        | Tesseract bitrunchiat |
|           |           | ∪                      | =                |                       |